# Битка при Сан Доминго
Битката при Сан Доминго е морска битка от Наполеоновите войни, водена на 6 февуари 1806 г. между британска и френска ескадра линейни кораби край южния бряг на окупираната от французите испанска колония Сан Доминго в Карибско море.
Френската ескадра под командването на вицеадмирал Корентен дьо Десегю на френския кораб със 120 оръдия Империал е отплавала от Брест през декември 1805 г. като една от две ескадри, възнамеряващи да извършват набези по британски търговски маршрути като част от Атлантическата кампания от 1806 г.
Битката при Сан Доминго е последната морска битка между британския и френския флот в открито море. Доминацията на кралския флот над водите в близост до френските пристанища правят рисковете да се отплава от тях непреодолими. Единственият последващ опит за пробив от Бресткия флот през 1809 г., завършва с поражение на френския флот близо до своето пристанище в битката при Ил д'Екс.